# لورا مرسيني-هوتون
لورا مرسيني-هوتون (بالألبانية: Laura Mersini-Houghton‏) هي عالمة كونيات وفيزياء أمريكية من أصل ألباني وأستاذة في جامعة ولاية كارولينا الشمالية في تشابل هيل، وهي تؤيد نظرية تعدد الأكوان وألفت نظرية لأصل الكون تفترض بأن الكون الذي نعيش فيه هو واحد من العديد من الأكوان التي اختارتها ديناميات الجاذبية الكمية للمادة والطاقة. وقد تم تجريب افتراضات نظريتها بنجاح باستخدام بيانات الفيزياء الفلكية. وتدّعي هي أيضاً بأن العيوب الموجودة في البنية الحالية للكون يُمكن تفسيرها على أنها الشد الجاذبي الذي تقوم به أكوان أخرى.